# Selección de fútbol sub-20 de Sudáfrica
La Selección de fútbol sub-20 de Sudáfrica, conocida también como la Selección juvenil de fútbol de Sudáfrica, es el equipo que representa al país en la Copa Mundial de Fútbol Sub-20 y en el Campeonato Juvenil Africano, y es controlada por la Asociación de Fútbol de Sudáfrica.

## Palmarés
- Campeonato Juvenil Africano
  - Campeón: (2025)
  - Subcampeón: (1997)

## Estadísticas

### Copa Mundial Sub-20
| Año                         | Fase             | Posición     | PJ           | PG           | PE           | PP           | GF           | GC           |
| --------------------------- | ---------------- | ------------ | ------------ | ------------ | ------------ | ------------ | ------------ | ------------ |
| Túnez 1977                  | No participó     | No participó | No participó | No participó | No participó | No participó | No participó | No participó |
| Japón 1979                  | No participó     | No participó | No participó | No participó | No participó | No participó | No participó | No participó |
| Australia 1981              | No participó     | No participó | No participó | No participó | No participó | No participó | No participó | No participó |
| México 1983                 | No participó     | No participó | No participó | No participó | No participó | No participó | No participó | No participó |
| Unión Soviética 1985        | No participó     | No participó | No participó | No participó | No participó | No participó | No participó | No participó |
| Chile 1987                  | No participó     | No participó | No participó | No participó | No participó | No participó | No participó | No participó |
| Arabia Saudita 1989         | No participó     | No participó | No participó | No participó | No participó | No participó | No participó | No participó |
| Portugal 1991               | No participó     | No participó | No participó | No participó | No participó | No participó | No participó | No participó |
| Australia 1993              | No participó     | No participó | No participó | No participó | No participó | No participó | No participó | No participó |
| Catar 1995                  | No clasificó     | No clasificó | No clasificó | No clasificó | No clasificó | No clasificó | No clasificó | No clasificó |
| Malasia 1997                | Primera ronda    | 20º          | 3            | 0            | 1            | 2            | 2            | 6            |
| Nigeria 1999                | No clasificó     | No clasificó | No clasificó | No clasificó | No clasificó | No clasificó | No clasificó | No clasificó |
| Argentina 2001              | No clasificó     | No clasificó | No clasificó | No clasificó | No clasificó | No clasificó | No clasificó | No clasificó |
| Emiratos Árabes Unidos 2003 | No clasificó     | No clasificó | No clasificó | No clasificó | No clasificó | No clasificó | No clasificó | No clasificó |
| Países Bajos 2005           | No clasificó     | No clasificó | No clasificó | No clasificó | No clasificó | No clasificó | No clasificó | No clasificó |
| Canadá 2007                 | No clasificó     | No clasificó | No clasificó | No clasificó | No clasificó | No clasificó | No clasificó | No clasificó |
| Egipto 2009                 | Octavos de final | 15º          | 4            | 1            | 1            | 2            | 5            | 8            |
| Colombia 2011               | No clasificó     | No clasificó | No clasificó | No clasificó | No clasificó | No clasificó | No clasificó | No clasificó |
| Turquía 2013                | No clasificó     | No clasificó | No clasificó | No clasificó | No clasificó | No clasificó | No clasificó | No clasificó |
| Nueva Zelanda 2015          | No clasificó     | No clasificó | No clasificó | No clasificó | No clasificó | No clasificó | No clasificó | No clasificó |
| Corea del Sur 2017          | Primera ronda    | 21º          | 3            | 0            | 1            | 2            | 1            | 4            |
| Polonia 2019                | Primera ronda    | 19º          | 3            | 0            | 1            | 2            | 3            | 7            |
| Argentina 2023              | No clasificó     | No clasificó | No clasificó | No clasificó | No clasificó | No clasificó | No clasificó | No clasificó |
| Chile 2025                  | Clasificado      | Clasificado  | Clasificado  | Clasificado  | Clasificado  | Clasificado  | Clasificado  | Clasificado  |
| Total                       | 4/23             | -            | 13           | 1            | 4            | 8            | 11           | 25           |

### Campeonato Juvenil Africano
| Sede/Año       | Resultado      | J            | G            | E1           | P            | GF           | GC           |
| -------------- | -------------- | ------------ | ------------ | ------------ | ------------ | ------------ | ------------ |
| de 1979 a 1993 | No participó   | No participó | No participó | No participó | No participó | No participó | No participó |
| 1995           | No clasificó   | No clasificó | No clasificó | No clasificó | No clasificó | No clasificó | No clasificó |
| 1997           | Subcampeón     | 5            | 2            | 1            | 2            | 5            | 5            |
| 1999           | No clasificó   | No clasificó | No clasificó | No clasificó | No clasificó | No clasificó | No clasificó |
| 2001           | Fase de grupos | 3            | 0            | 1            | 2            | 3            | 7            |
| 2003           | Fase de grupos | 3            | 0            | 1            | 2            | 3            | 7            |
| 2005           | No clasificó   | No clasificó | No clasificó | No clasificó | No clasificó | No clasificó | No clasificó |
| 2007           | No clasificó   | No clasificó | No clasificó | No clasificó | No clasificó | No clasificó | No clasificó |
| 2009           | Cuarto lugar   | 5            | 2            | 0            | 3            | 8            | 9            |
| 2011           | Fase de grupos | 3            | 1            | 0            | 2            | 4            | 6            |
| 2013           | No clasificó   | No clasificó | No clasificó | No clasificó | No clasificó | No clasificó | No clasificó |
| 2015           | Fase de grupos | 3            | 1            | 0            | 2            | 6            | 6            |
| 2017           | Cuarto lugar   | 5            | 2            | 0            | 3            | 10           | 9            |
| 2019           | Tercer lugar   | 5            | 2            | 3            | 1            | 2            | 2            |
| 2021           | No clasificó   | No clasificó | No clasificó | No clasificó | No clasificó | No clasificó | No clasificó |
| 2023           | No clasificó   | No clasificó | No clasificó | No clasificó | No clasificó | No clasificó | No clasificó |
| 2025           | Campeón        | 7            | 5            | 1            | 1            | 9            | 3            |

1- Los empates incluyen aquellos partidos definidos por penales.